# 永原元
永原 元（ながはら げん、ながはら元、1972年1月25日 - ）は、日本のアフリカン打楽器奏者（ジャンベ、ンゴマ）、ドラマー、作曲家、アレンジャー、プロデューサー、講師

## 経歴
- 1972年1月25日、富山県富山市に生まれる。B型みずがめ座。幼少の頃に札幌に移住。酪農学園大学農業経済学部卒。武蔵野大学通信教育学部小学校専修卒業
- 1993年　ケニアに渡り、現地のバンドに加入。
- 1996年　どんと（Bo Gumbos）との共演をきっかけに、平安隆と出会う。
- 1997年　平安隆「かりゆしの月」のレコーディングでプロデビュー。同年12月からSOUL FLOWER UNION のサポートドラマーとして参加。その後、FUJI ROCK FESTIVAL、RISING SUN ROCK FESTIVAL、韓国釜山ROCK FESTIVAL などにて演奏する。
- 1998年　ＴＶ等メディア出演；佐野元春氏司会「FACTORY」(SOUL FLOWER UNION サポートドラマーとして）、題名のない音楽会（瀬木貴将ネイチャーワールドとして）
- 2004年　瀬木貴将ネイチャーワールドのメンバー（ドラムス・パーカッション担当）としてボリビアツアーに参加。同年 HARRY アルバム「FOR NO ONE」参加。
- 2011~2012年　完熟トリオ（小坂忠、鈴木茂、中野督夫）のサポートとしてFUJI ROCK FESTIVAL に出演、ツアーにも参加。
- 2014年　USA（EXILE）の「ダンスチャンネル」にゲスト出演。同年 新潟県魚沼市福山新田の「福山太鼓」を復活させる。
- 2015年　ながはら元 ジャンベワークショップを開催（渋谷、埼玉県ふじみ野市）。
- 2016年　大阪・服部緑地「春一番コンサート」にてTO TELL THE TRUTH（中川五郎、中野督夫、星智佳、永原元）としてトリを務める（ゲスト PANTA（頭脳警察））。
- 2017年　PANTA（頭脳警察）のユニット「漣（さざなみ）」のメンバーとして、中津川ソーラー武道館、所沢市SORAフェスに出演。
- 2018年　ケニア３兄弟（Omondi Onyango、Lenard Makamu from KENYA）全国30か所公演。
- 2019年　野澤享司とのアルバム「明日への航海」をリリース。
- 2021年3月　武蔵野大学通信教育学部卒業。小学校教員免許１種取得。ソロアルバム「PAMOJA」をリリース後、富山県に移住。
- 2021年4月　富山市立池多小学校へ赴任。

## 主な共演サポート、セッション
HARRY（ex.THE STREET SLIDERS）、完熟トリオ（小坂忠、鈴木茂、中野督夫）、SOUL FLOWER UNION、石間秀機、鮎川誠、かまやつひろし、PANTA（頭脳警察）、中川五郎、森園勝敏、金子マリ、COBA、大工哲弘、平安隆、伊藤多喜雄、瀬木貴将ネイチャーワールド、斎藤哲夫、菅原進（ビリーバンバン）、シューベルツ、湯川トーベン、よしだよしこ、岡崎倫典、MONORAL、タイロン橋本、西濱哲男、野澤享司、SHIME、柳田ヒロ、SHY、南谷朝子、ハミングキッチン、井上ともやす、青山雅明、鬼頭つぐる、築秋雄 など

## アルバム
- MAISHA
- 新世界誕生
- To Tell The Truth LIVE at BB Street
- 明日への航海 w/野澤享司
- PAMOJA